# 光圈

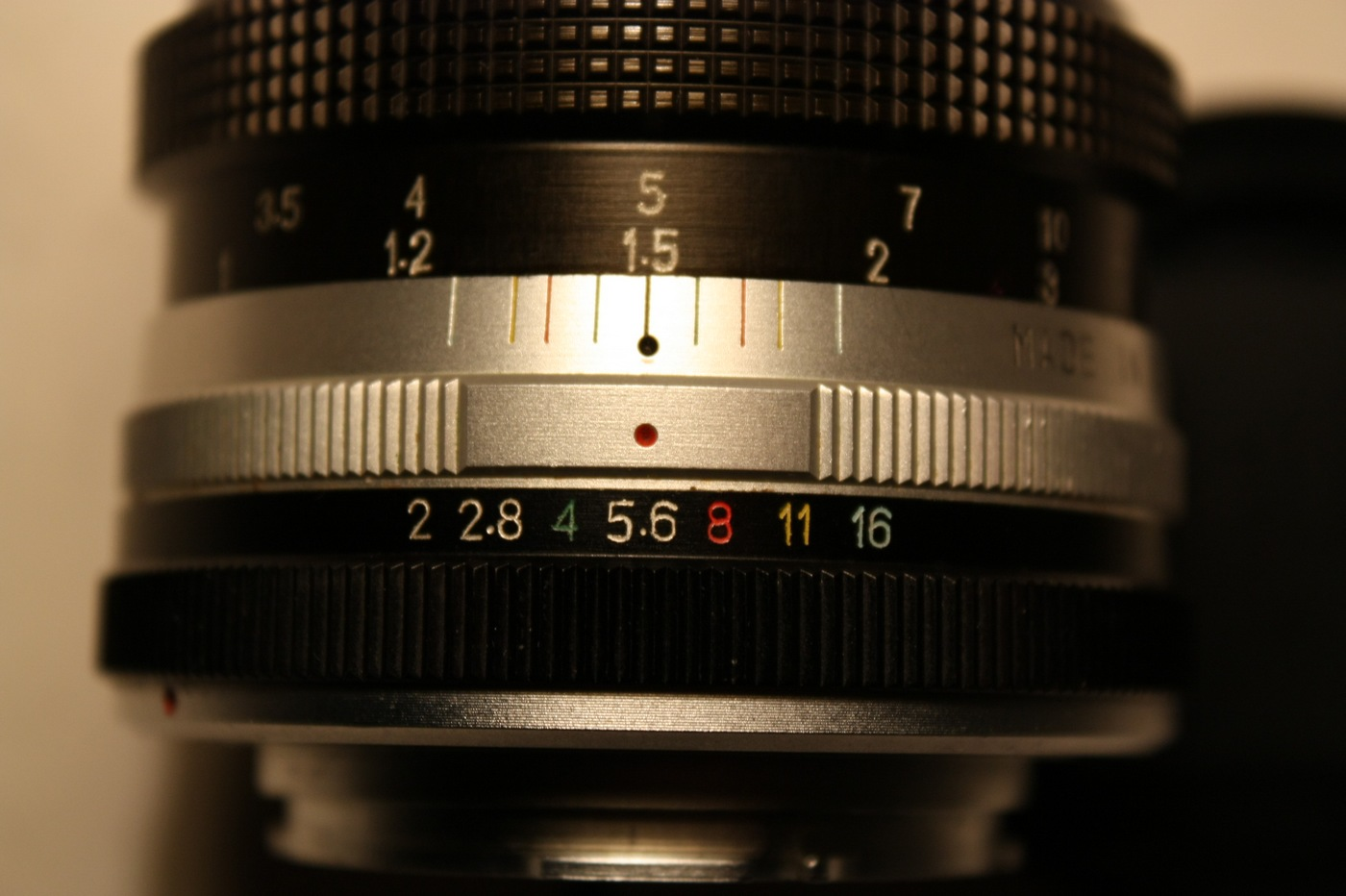
珠江镜头的光圈环，上面显示可调光圈系数2-16

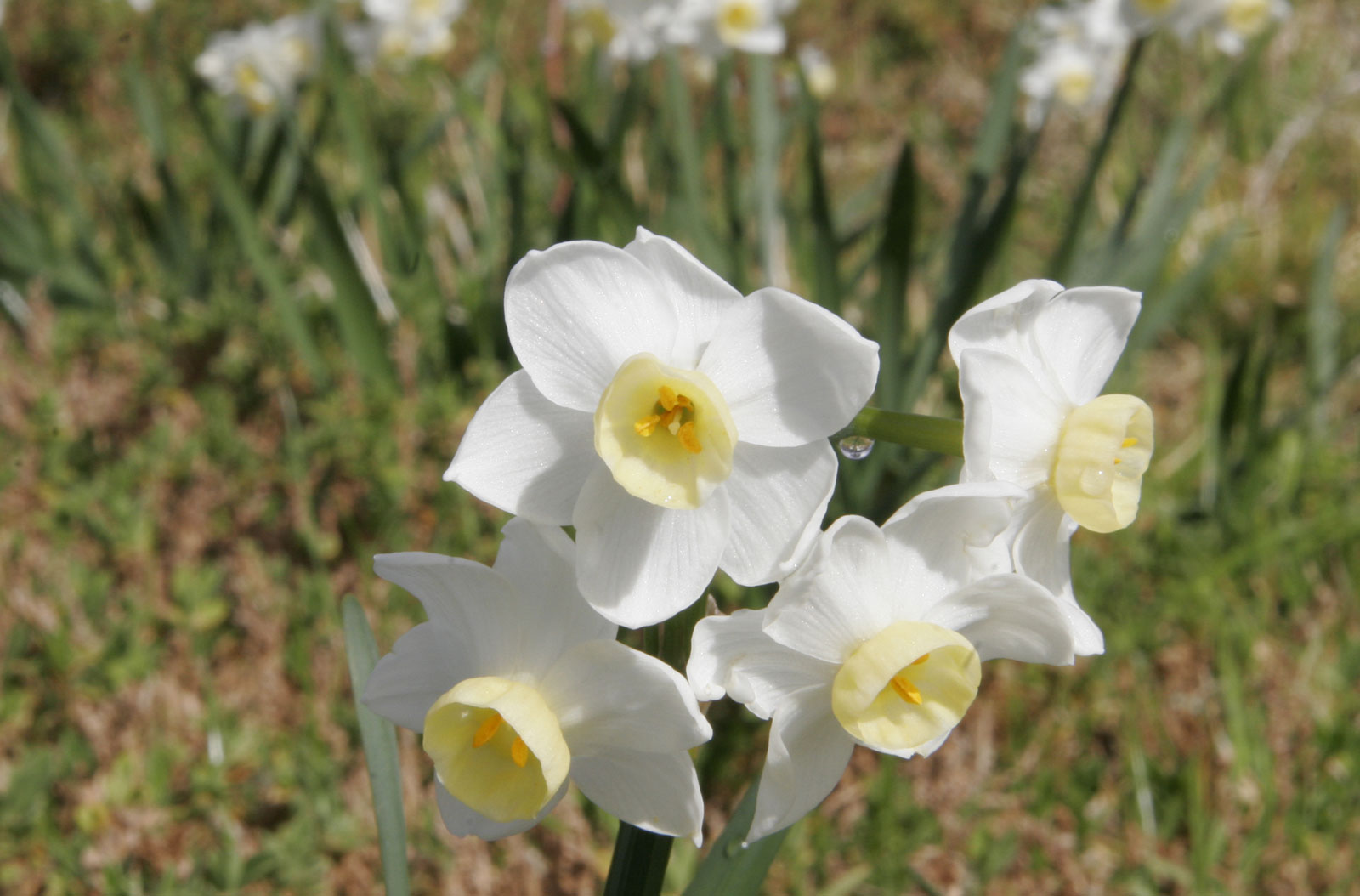
f/32 小光圈，深景深

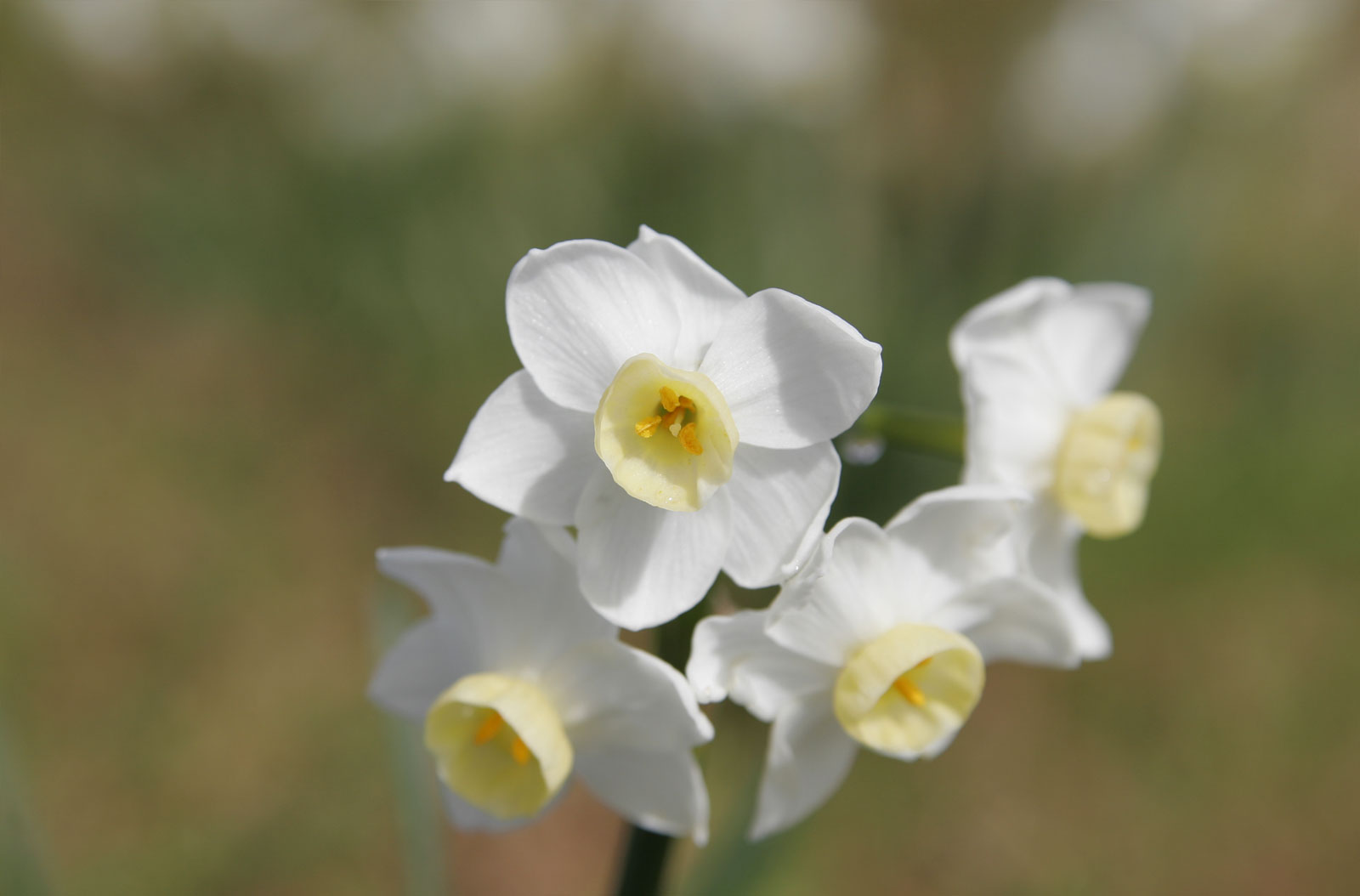
f/5.6 大光圈，淺景深

光圈（英語：aperture）是照相機上用來控制鏡頭孔徑大小的部件，以控制景深、鏡頭成像素質、以及和快門協同控制進光量。对于已经制造好的镜头，不能随意改变镜头的直径，但是可以通过在镜头内部加入多边形或者圆形，并且面积可变的孔状光栅来达到控制镜头通光量，这个装置就叫做光圈。光圈属于一种光阑（英語：stop），后者是光学系统中能限制成像光束的开孔屏或各种成像元件（如透镜、棱镜等）的边框。
光圈的大小通常用f值表示，光圈f值=镜头的焦距除以光圈口径。簡單而言，f值越小光圈就越大，进光量也越大，景深越淺。

## 光圈種類
- 固定光圈：最簡單的相機只有一個圓孔的固定光圈。
- 沃特侯瑟光圈：最初的可變光圈只是一系列大小不同的圓孔排列在一個有中心軸的圓盤的周圍；轉動圓盤可將適當大小的圓孔移到光軸上，達到控制孔徑的效果。十九世紀中葉約翰·沃特侯瑟發明這種光圈。
- 貓眼式光圈：由一片中心有橢圓形或菱形孔的金屬薄片平分為二組成，將兩片有半橢圓形或半菱形孔的金屬薄片對排，相對移動便可形成貓眼式光圈。貓眼式光圈多用于簡單照相機。Leica Summitar50/2 镜头10 叶片光圈

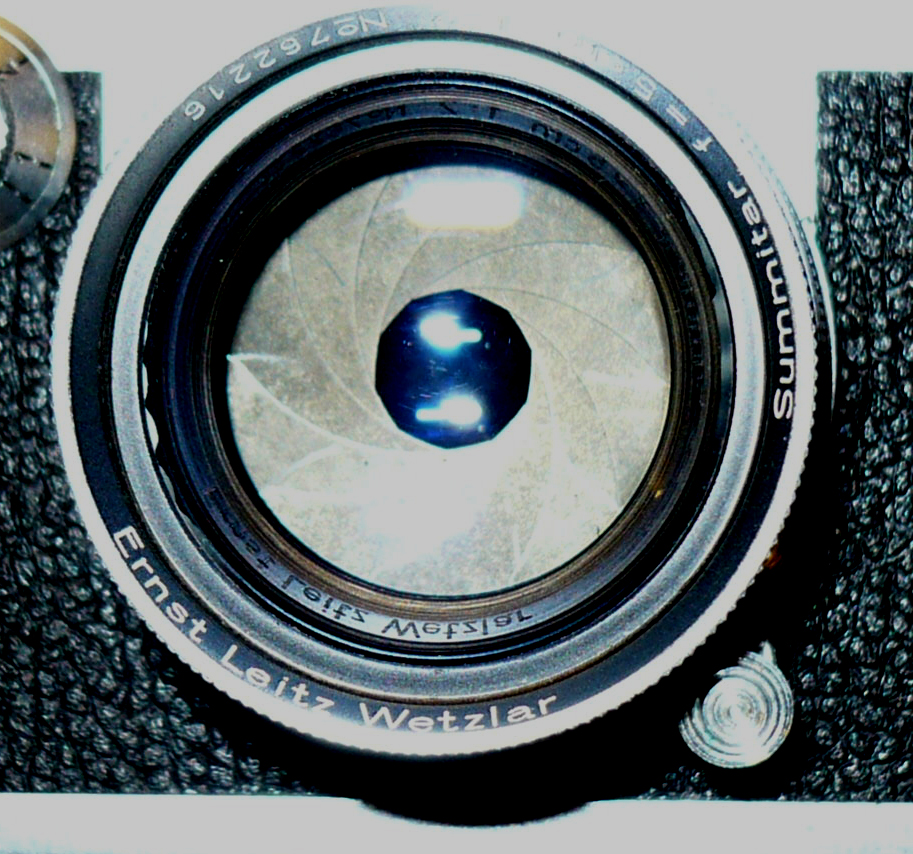
Leica Summitar50/2 镜头10 叶片光圈

- 「虹膜」類型的光圈：由多個相互重疊的弧形薄金屬葉片組成，葉片的離合能夠改變中心圓形孔徑的大小。有些照相機可以借助轉動鏡頭筒上的圓環改變光圈孔徑的大小，而有些照相機則是利用微處理器芯片控制微電機自動地改變光圈的孔徑。弧形薄金屬葉片可多達十八片。弧形薄金屬葉片越多，孔徑越接近圓形。通過電子計算機設計薄金屬葉片的形狀，可以只用7片薄金屬葉，得到近圓形孔徑（例如CONTAX T2   SONNAR 38mm/2.8镜头）。
- 瞬時光圈：近代單鏡反光相機鏡頭的光圈是瞬時光圈，只在快門開啓的瞬間，將光圈縮小到預定大小。平時光圈在最大位置。
- 快門光圈：有的簡便照相機的光圈兼有快門的功能。這類快門光圈大多是雙葉片的貓眼式光圈，與單純貓眼式光圈不同的是：快門光圈平時是完全關閉的，在按下快門的瞬間，雙葉片光圈開啓到預定的孔徑後，保持這孔徑到一段預定快門開啓時間之後，立刻閉合：如此一來，光圈便兼具快門的功能。